# Hassan Modarres

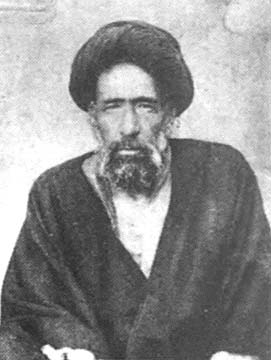
Seyyed Hassan Modarres

Seyyed Hassan Modarres (persisch سید حسن مدرس‎; * um 1870 in der Provinz Esfahan; † wahrscheinlich 1. Dezember 1937) war ein iranischer schiitischer Geistlicher. Der Nachname „Modarres“ bedeutet „Lehrer“.

## Leben
Als sein Geburtsort gilt Sarābe-Kachou (سرابه‌کچو) nahe Ardestan in der Provinz Isfahan. In der Literatur findet sich allerdings auch der Ort Shahreza. Genannt wird auch der Ort Asfeh in der Nähe von Isfahan. Auch das Geburtsdatum liegt nicht genau fest. Mohammad Gholi Majd nennt das Jahr 1855. Die Grundschule besucht er in Qomsheh. Seine Ausbildung als Geistlicher begann er in Isfahan. Später setzte er sein Studium in Nadschaf bei Mirza Schirazi fort. 1910 wurde er von Mirza Shirazi nach Teheran entsandt, um die Gesetztätigkeit des neu geschaffenen Parlaments zu überwachen.

Im Rahmen der Konstitutionellen Revolution hatte die demokratisch gesinnte konstitutionelle Bewegung 1906 im Iran eine Verfassung und ein Parlament erkämpft. Die konservative Geistlichkeit und hier insbesondere Fazlollah Nuri hatten sich allerdings mit den Worten 

„Die konstitutionelle Bewegung hat die Worte Freiheit und Gleichheit auf die Fahnen geschrieben. Diese beiden Forderungen widersprechen dem Islam. Der Islam verlangt Gehorsam und nicht Freiheit, Ungleichheit und nicht Egalität.“

 strikt gegen demokratische Reformen ausgesprochen. Nuri forderte: „Was ich will ist ein islamisches Parlament, das kein Gesetz verabschiedet, dessen Inhalt mit den Gesetzen des Koran nicht übereinstimmt.“ Am 15. Juni 1907 wurde ein entsprechender Zusatzartikel in die Verfassung aufgenommen, dass ein Gremium, das aus mindestens fünf Geistlichen besteht, alle Gesetze des Parlaments dahingehend überprüft, dass sie mit den „Gesetzen des Korans“ übereinstimmen. Hassan Modarres war als Vertreter der Geistlichkeit in dieses Gremium entsandt worden. Ab 1914 wurde er dann auch als regulärer Abgeordneter ins Parlament gewählt.
Nach dem Ausbruch des Ersten Weltkrieges war Modarres unter den Abgeordneten, die sich vor den nach Teheran marschierenden russischen Truppen in Qom in Sicherheit brachte. 1916 wurde Modarres Mitglied der von Deutschland unterstützten „provisorische Regierung“ mit Sitz in Ghasr-e Shirin (direkt an der heutigen Grenze zwischen Iran und Irak gelegen) unter Führung von Reza Qoli Khan Nezam al Saltaneh, die sich als Alternativregierung zur unter britischem und russischem Einfluss stehenden Regierung in Teheran verstand. Modarres übernahm das Ressort „Erziehung und Bildung“. Nach der Niederlage der gegen die russischen Truppen kämpfenden Einheiten der persische Gendarmerie löste sich die „provisorische Regierung“ auf und ihre Mitglieder flohen nach Bagdad, Kirkuk und Istanbul.
Nach Ende des Ersten Weltkriegs kehrte Modarres wieder in den Iran zurück und wurde wieder als Abgeordneter ins Parlament gewählt. Als 1924 Premierminister Reza Khan, der spätere Reza Schah Pahlavi, dem neu gewählten Parlament die Abschaffung der Monarchie und die Errichtung einer Republik vortrug, war es Modarres, der den parlamentarischen und außerparlamentarischen Widerstand gegen diesen Schritt organisierte. Die Geistlichkeit lehnte die Einführung einer Republik kategorisch ab, da sie eine Säkularisierung der Gesellschaft und damit einen Verlust an Macht und Einfluss sah. Auf die politischen Vorstellungen Reza Khans wie auch der Geistlichkeit hatte die politische Entwicklung in der Türkei, in der sich die Republik als Staatsform und die Trennung von Staat und Religion abzeichnete, entscheidenden Einfluss.
Modarres, der Vertreter der Geistlichkeit im Parlament wusste, dass aufgrund der breiten politischen Unterstützung, die Reza Khan im Parlament genoss, eine Abstimmung über die Frage der Einführung einer Republik im Iran zu Gunsten der Republik ausgehen würde. Die einzige Möglichkeit, die Abschaffung der Monarchie und die Einführung der Republik aufzuhalten, bestand darin, die Abstimmung zu verzögern und die republikanische Bewegung zu diskreditieren. In der parlamentarischen Diskussion stellte Modarres die Legitimität der Abgeordneten, die die Republik als neue Staatsform unterstützten, zunächst in Frage. Er behauptete, sie seien nur durch Wahlbetrug und Bestechung in ihr Amt gekommen und hätten kein Recht, eine so weit reichende Entscheidung zu fällen. Im Verlauf der hitzigen Diskussion erhob sich ein Abgeordneter und gab dem am Rednerpult stehenden Modarres eine Ohrfeige. Danach hatte Modarres leichtes Spiel, darzulegen, dass die Geistlichkeit in einer Republik offensichtlich keinen Respekt mehr genieße und sich in aller Öffentlichkeit verprügeln lassen müsse. Die für die Republik eingenommenen Abgeordneten stellten ihrerseits die Rechtmäßigkeit der Wahl von Modarres und weiterer Abgeordneter der Geistlichkeit in Frage. Modarres forderte alle Gegner der Republik auf, das Parlament zu verlassen, um die Anzahl der anwesenden Abgeordneten unter die für Beschlüsse notwendige Mindestzahl zu senken. Am Ende hatte Modarres sein Ziel erreicht. Die Abgeordneten hatte sich heillos zerstritten. Auch eine Intervention Reza Khans bei der Führung der Geistlichkeit in Qom half nicht weiter. Das 1924 von Reza Khan begonnene Projekt einer säkularen „Republik Iran“, in dem nicht der Schah, sondern das Parlament die entscheidende politische Kraft gewesen wäre, war an der konservativen Haltung der Geistlichkeit und dem geschickten politischen Taktieren Modarres gescheitert. Reza Khan hatte eine schwere politische Niederlage erlitten.
Nachdem Modarres 1928 nicht mehr ins Parlament gewählt worden war, wurde er wegen seiner weiter anhaltenden Kritik an der Regierung, die den Iran mit ihrem Reformprogramm in einen Nationalstaat verwandelte, wurde er verhaftet und nach Khaf in der Provinz Razavi-Chorasan verbannt.
Über seinen Tod gibt es widersprüchliche Aussagen. Nach offiziellen Angaben wurde er am 1. Dezember 1937 im Gefängnis in Chorassan ermordet. In einer Ausgabe der in Kairo 1937 erschienenen persischen Zeitung Chhreh-Nema wird berichtet, dass Modarres an seinem Verbannungsort eines natürlichen Todes gestorben wäre. Auch die in Berlin zu der Zeit erschienene Zeitung Peykar berichtete, dass die Nachricht von der Ermordung Modarres erfunden sei.

100 Rial Banknote mit dem Bild von Seyyed Hassan Modarres

Cyrus Ghani beschreibt Modarres als einen sehr populären Abgeordneten, der sich mutig dem britischen und russischen Einfluss im Iran entgegenstellte. Im Gegensatz zu den offiziellen Charakterisierungen Modarres als mutigen Vorkämpfer für den Parlamentarismus im Iran, betont Ghani aber auch, dass „sein schlichter, fast asketischer Lebensstil sein arrogantes und anmassendes Wesen nicht erkennen ließ“.

In der Islamischen Republik Iran wird Modarres als Held und Märtyrer gefeiert. Chomeini, nannte ihn den mutigsten Mann in der Zeit Reza Khans. 

„Der verstorbene Hassan Modarres war ein Mann, der sich mutig den diktatorischen Bestrebungen eines bösen Menschen, Reza Khan, entgegenstellte.“

 Sein vermutlicher Todestag, der 1. Dezember (10. Azar) wird als „Tag des Parlaments“ (ruz-e Madschlis) gefeiert. Das Konterfei von Modarres befindet sich auf der 100 Rial Banknote der Islamischen Republik Iran.